# Концерт для крысы (фильм)
«Конце́рт для кры́сы» — российский фильм 1995 года режиссёра Олега Ковалова в жанре политического абсурда, снят по мотивам произведений Даниила Хармса.

## Сюжет
Крыса живёт в клетке, которая стоит в комнате большой коммунальной квартиры, в которой живёт поэт. Квартира — в доме; дом — во дворе-колодце; двор — в городе; а на дворе — 1939 год…
В фильме много кадров кинохроники тех времён, звуковой ряд содержит соответствующие как советские, так и немецкие популярные и пропагандистские песни. Сюжет разбит на множество не связанных между собой эпизодов, которые колоризованы в разные цвета.
Автор утверждает, что всё показанное следует понимать вне символизма: всё в фильме означает только само себя.

### В ролях
| Актёр             | Роль                |
| ----------------- | ------------------- |
| Елена Савина      | Ирина Мазер         |
| Фёдор Коновалов   | Поэт                |
| Пётр Зайченко     | Пронин              |
| Катя Томницкая    | Девушка с бидоном   |
| Александра Шефф   | Барышня             |
| Валерий Сморыго   | Евграф Еремеевич    |
| Сергей Лаврентьев | Сакердон Михайлович |
| Евгений Барков    | Телетичов           |
| Юрий Коненко      | Юродивый            |
| Виктор Тихомиров  | Злодей              |
| Маша Ковалова     | Девочка в трамвае   |
| Аня Ковалова      | дочь Телетичова     |

### Съёмочная группа
- Автор сценария: Олег Ковалов, совместно с Тимуром Ваулиным, Владимиром Масловым[2];
- Оператор: Евгений Шермергор
- Художник: Олег Ковалов, совместно с Виктором Ивановым, Владимиром Хауниным[3];
- Постановщик трюков: Сергей Головкин

## Награды
- Специальный приз жюри на фестивале «Киношок-95».
- Специальный приз (Третья премия) на международном кинофестивале стран Восточной Европы в Котбусе (Германия, 1996).
- Приз «Гранатовый браслет» — Гран-при кинофестиваля «Литература и кино» (Гатчина) в 1997 году.
- Премия имени Андрея Москвина за лучшую операторскую работу Е. Шермергору (профессиональная премия киностудии «Ленфильм») за 1995 год.